# بيدو جارنسيو
بيدو جارنسيو (بالتاغالوغية: Pido Jarencio)‏ مواليد 5 سبتمبر 1964، هو مدرب كرة سلة فلبيني ولاعب معتزل. بدأ مسيرته الاحترافية في سنة 1986. يدرب في الرابطة الفلبينية لكرة السلة. يبلغ طوله 5 قدم 10 بوصة (1.8 م). مثّل منتخب بلاده. حقق المركز الأول في بطولة أمم آسيا لكرة السلة 1985. اعتزل اللعب في 2001.

## المسيرة الاحترافية
لعب مع سان ميغيل بيرمن في موسم 1986–1987، ثم لعب مع ستار هوتشوتز في سنة 1989، ثم لعب مع بارانجي جينبرا سان ميغيل من سنة 1992 إلى 1998.

## الميداليات
| الميدالية | المسابقة                       |
| --------- | ------------------------------ |
| ذهبية     | بطولة أمم آسيا لكرة السلة 1985 |